# R4 (België)
De R4 is een ringweg rond de Belgische stad Gent. De weg is belangrijk voor het verkeer van de haven van Gent, maar ook voor verkeer dat rond Gent heen moet. In het zuiden maakt de weg een boog rond het Gentse stadscentrum, in het noorden maakt de weg een langwerpige lus rond de Gentse kanaalzone tot aan Zelzate. Een deel van de weg is als autosnelweg uitgevoerd, maar het grootste stuk van het traject is het  een weg met gescheiden rijbanen en met gelijkvloerse kruisingen met lichten of rondpunten.

## Traject

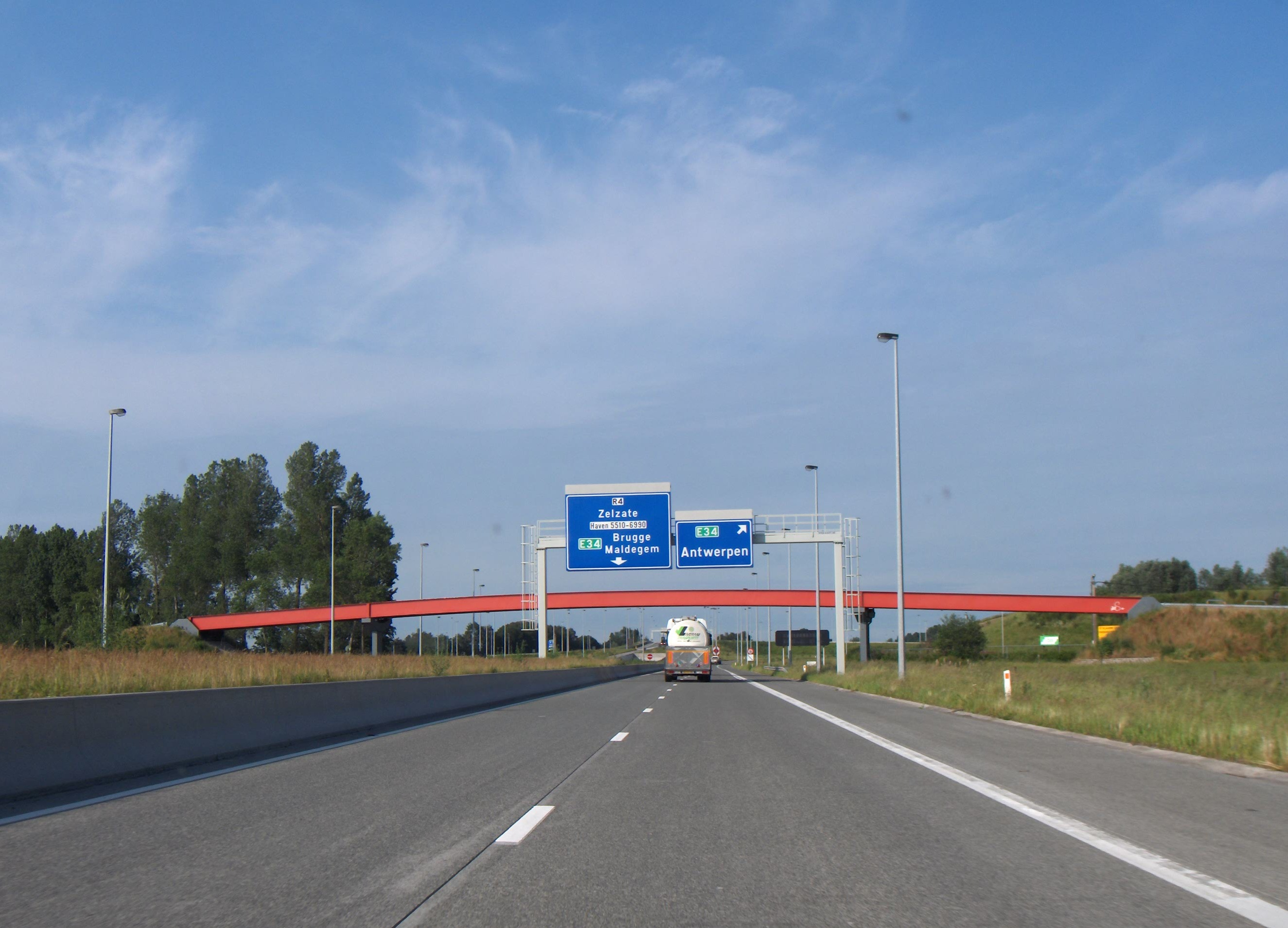
R4 ter hoogte van de aansluiting met de E34 bij Zelzate-West (voltooid in 2004)

In het noorden loopt de R4 in oostelijke richting eerst als Kanaalstraat en verderop als President John F. Kennedylaan als ringweg met gescheiden rijbanen om de gemeentekern van Zelzate. In het oosten van de gemeente komt dit stuk weg uit op een weg in noord-zuidrichting. Naar het noorden toe draagt die weg het nummer N423 en gaat na een halve kilometer over in de Nederlandse N62, naar het zuiden toe vormt deze weg de voortzetting van de R4 en draagt de naam Kennedylaan verder. De weg kruist de expresweg (N49/A11/E34) en loopt verder naar het zuiden, langs de industriezone langs het Kanaal Gent - Terneuzen. Deze laan heeft een Hollands Complex ter hoogte van de Skaldenbrug.
Ter hoogte van de Gentse haven loopt de Kennedylaan verder zuidwaarts Gent in. Dit is de N424. Vanaf dat kruispunt gaat de R4 echter verder als autosnelweg in oostelijke richting. Deze snelweg maakt een boog rond enkele Gentse randgemeenten en rond Destelbergen. Het knooppunt Destelbergen vormt een aansluiting met de A14/E17 naar Antwerpen en naar Gent en Kortrijk. De snelweg maakt nog verder een boog rondom Heusden. Ter hoogte van de Ringvaart verandert het wegnummer van de autosnelweg in B403 en deze snelweg eindigt een kleine kilometer verder in het knooppunt Merelbeke met de A10/E40. Dit stuk autosnelweg heeft een straatnaam, de Dwight Eisenhowerlaan. Dit is de enige autosnelweg in België met een straatnaam. Het wegnummer R4 echter wordt voortgezet door de gewone weg die begint aan afrit 7 van de snelweg. De rijrichtingen van deze weg liggen elk op een andere oever van de Gentse Ringvaart. De oostelijke rijrichting op de zuidelijke oever ontbrak enkele decennia voor een grote twee kilometer tussen Zwijnaarde en Merelbeke.
De R4 dwarst opnieuw de A14/E17, loopt op enkele meters van de A10/E40 en buigt vervolgens in noordwestelijke richting af. De noordwestelijke rijrichting aan de kant van het Gentse stadscentrum draagt er de naam Binnenring, de andere richting aan de overkant van de Ringvaart de naam Buitenring. Nabij Sint-Denijs-Westrem zorgt een nieuw knooppunt met de B402 voor een toegang tot Flanders Expo en een snelle aansluiting met de A10/E40. De weg loopt nog omheen de Blaarmeersen en de Gentse Watersportbaan, om ter hoogte van Mariakerke de oevers van de Ringvaart te verlaten. De rijrichtingen worden nu opnieuw door een normale middenberm gescheiden en de weg loopt met respectievelijk de namen Industrieweg, Eversteinlaan en Jacques Paryslaan weer in noordelijke richting, langs de westelijke kant van de industriezone langs het kanaal Gent - Terneuzen naar Zelzate. Ter hoogte van Wippelgem ligt het zogenaamde "Ovaal van Wippelgem", een zwevende rotonde (met binnenin de fietsbrug Hultjenbrug met bijhorende aanloophellingen). Na een knooppunt met de N49/A11/E34 buigt de weg weer af naar het oosten, loopt over het kanaal en vervolledigt in Zelzate de lus.

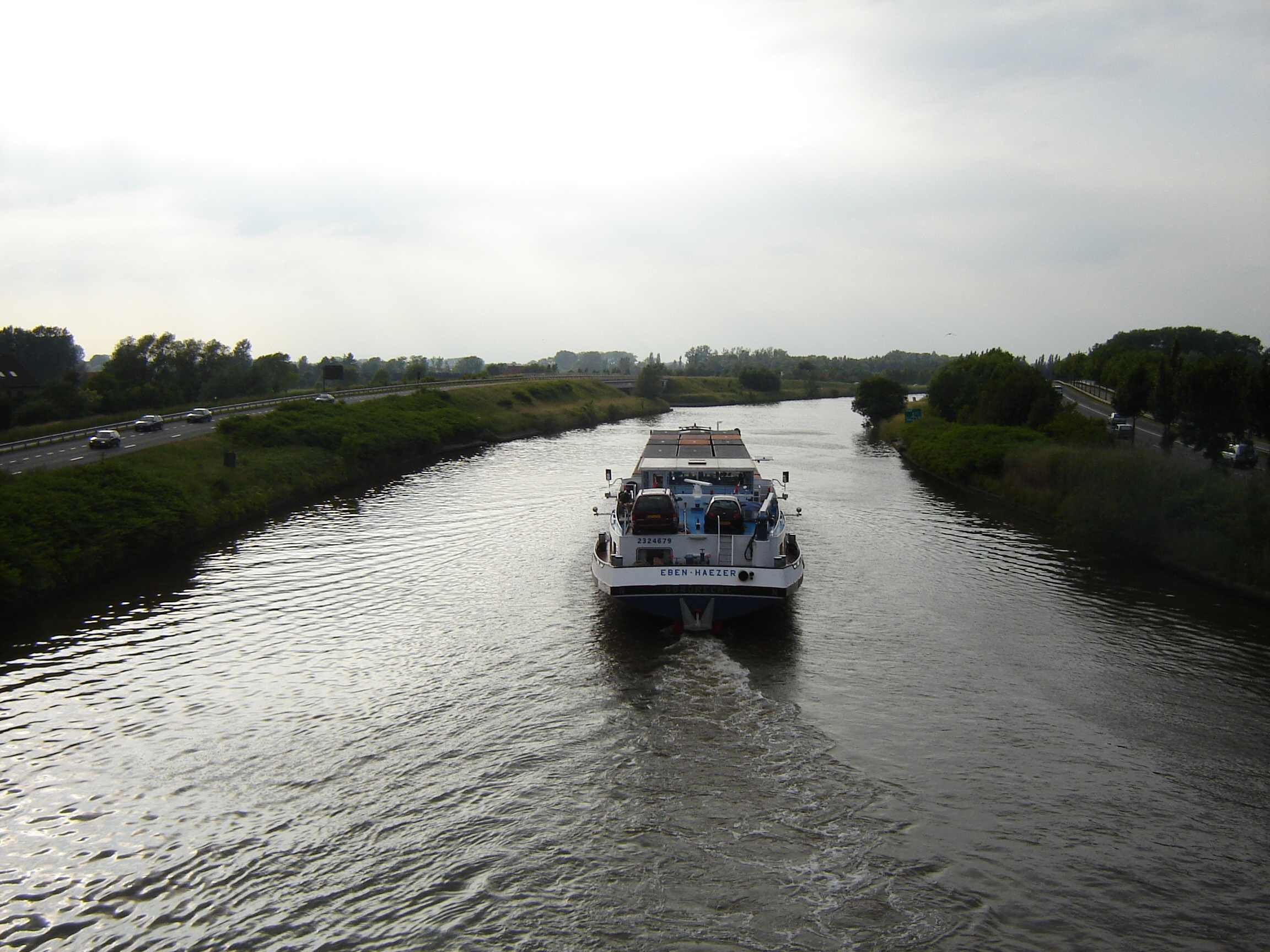
Rijrichtingen van de R4 op beide oevers van de Ringvaart.

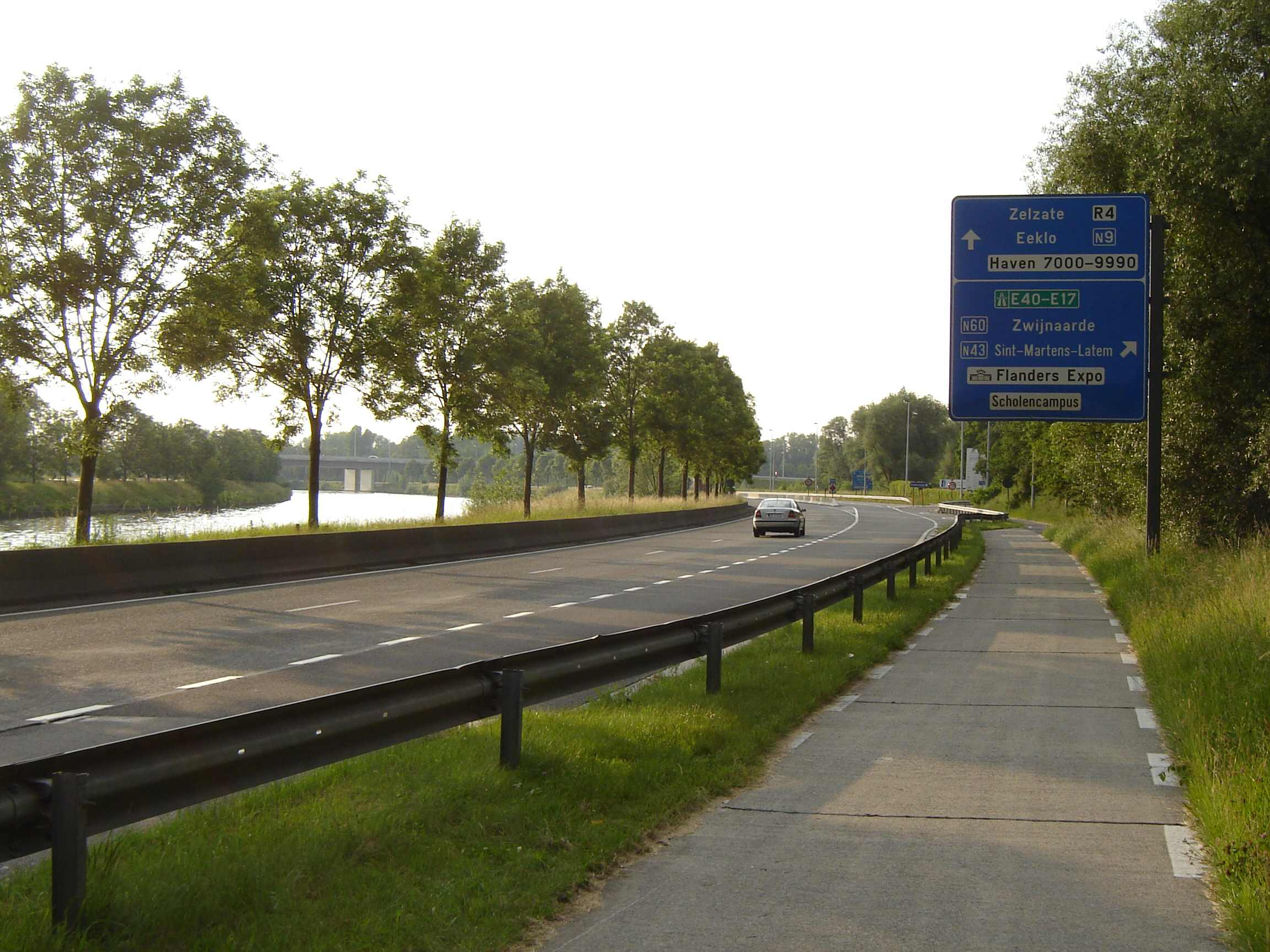
R4 ter hoogte van de verbinding met de B402 (verouderde foto)

## Geschiedenis

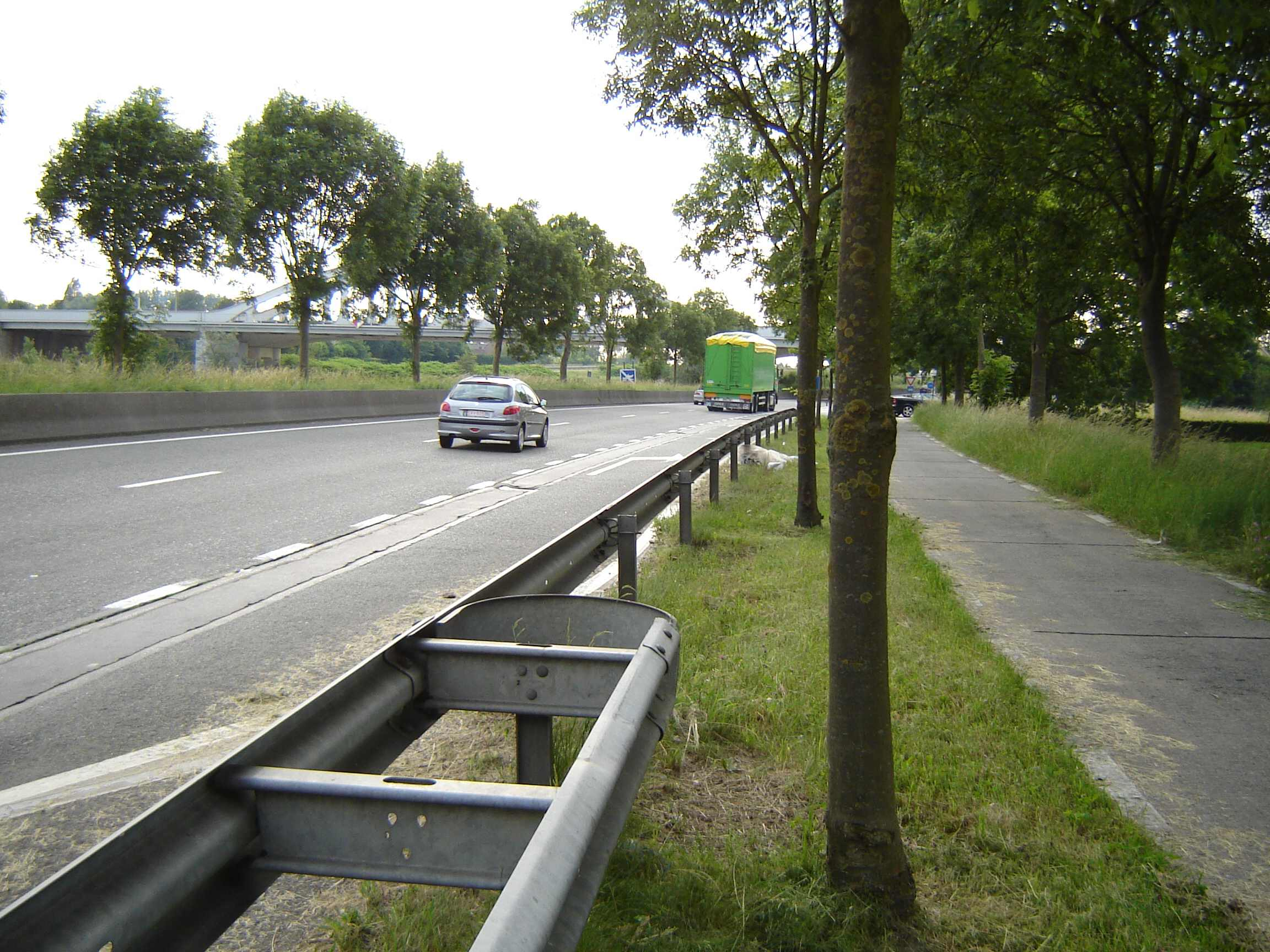
Oude, te korte uitvoegstrook ter hoogte van de Sint-Denijslaan die nu is verwijderd

Plannen voor de bouw van een ringweg rond Gent dateren van de aanleg van de Ringvaart in de jaren 50. Toen werd gedacht aan 2 x 2 rijstroken aan de binnenoever van het kanaal. De aanleg gebeurde pas veel later. Ook waren de bruggen over de Ringvaart niet voorzien op een brede snelweg, zodat voor een oplossing met een weg langs beide kanten van de Ringvaart gekozen werd. Ondertussen geraakte ook heel wat ruimte in de nabijheid van de Ringvaart bebouwd. Dit leidde op veel plaatsen tot te korte of te bochtige in- en uitvoegstroken, voornamelijk dan aan de binnenring. Door het toenemend verkeer was men genoodzaakt de maximale snelheid te beperken van 120 naar 90 km/u. De R4 langs de Ringvaart kent een asymmetrisch stelsel van op- en afritten. Daarenboven ontbrak aan de buitenring lange tijd de verbinding tussen Zwijnaarde en Merelbeke.
Het oostelijk deel van de E40 naar de Kennedylaan werd van meet af aan als autosnelweg aangelegd en eind jaren 70 opengesteld.

### R4 zuid (2012-2021)
In maart 2012 ging het Agentschap Wegen en Verkeer (AWV) van start met de aanleg van het ontbrekende stuk buitenring langs de Ringvaart tussen de Heerweg-Noord in Zwijnaarde en de Guldensporenlaan in Merelbeke. Naast de doortrekking werden ook een aantal optimalisaties uitgevoerd aan de verbindingswegen met de R4:
- aanleg van een aansluitingsweg met een nieuwe bedrijvenzone Eiland Zwijnaarde
- aanleg en optimalisatie van een verbinding tussen de R4 en de Ottergemsesteenweg, de Ghelamco Arena en het UZ Gent. Een oude brug die niet werd gebruikt door autoverkeer werd in 2013 afgebroken en vervangen door een nieuwe tuibrug.
- een nieuwe ontsluitingsweg vanaf de A14/E17 richting Kortrijk naar de binnenring, naast de Coca Cola vestiging, werd opengesteld op woensdag 14 november 2012.
- een nieuwe op- en afrit van de R4 naar de carpoolparking in Merelbeke in 2013
- op de E40 kwam richting Brussel een nieuwe afrit naar de Heidestraat in Merelbeke, die werd opengesteld op maandag 2 juli 2012.

Een traject werd begin 2014 geopend, een eerste deel van Zwijnaarde tot de tuibrug op 28 februari, een laatste sluitstuk op 30 april.
- een nieuwe oprit vanaf de N60 (Oudenaarde-Gent, rijrichting Voskenslaan, Krijgslaan, Gent Sint-Pieters Station en de rotonde De Sterre van de N60) te Zwijnaarde naar de R4 richting Merelbeke werd opengesteld in het voorjaar van 2021. De eerste rijstrook van de N60 richting Gent-Centrum werd een uitvoegstrook. De oprit kwam even voorbij de oprit Gent Sint-Pieters Station langs de A10/E40 richting Brussel, die vroeger een volwaardige op-en afrit was doch die begin jaren 2000 deels werd afgesloten wegens te veel dodelijke ongelukken. Hier lopen de R4 en de Ringvaart parallel met de A10/E40. De werken gingen van start op 24 februari 2020.[3]

In totaal werden een op-en afrittencomplex, een oprit, drie bruggen, vijf rotondes en twee tunnels gebouwd. Het fietsverkeer werd maximaal gescheiden van het gemotoriseerde verkeer door vier fietstunnels en één fietsbrug. Na de oplevering van de werken verdwijnt de op- en afrit van de R4 aan de Zwijnaardsesteenweg (Coca Cola-vestiging / autokeuring) en de nog resterende afrit aan Sneppebrug (aansluiting Sint-Denijslaan).

### R4 turbineverkeersplein
In 2022 werd bij de aansluiting van het snelweggedeelte van de R4 en de John F. kennedylaan het kruispunt vervangen door een speciale rotonde, een Turbineverkeersplein. Vroeger liep het verkeer er altijd vast op de John F. kennedylaan, nu loopt het veel vlotter al is er wel al een spookrijder gesingaleerd.

## Toekomstplannen

### R4WO
R4WO (afkorting van R4-West en Oost) is een groot project (van 2021 tot 2028) om de knooppunten op de twee noordelijke R4-takken veiliger te maken. Dit gebeurt onder andere door de gelijkgrondse kruispunten met verkeerslichten weg te halen en de R4 in een tunnel onder het kruispunt te laten lopen, of door kruispunten met lokale wegen te vervangen door een fietsbrug. Het is een publiek-privaat project (DBFM).

#### Verloop van het project R4WO
In 2021-2022 worden vier quick-wins uitgevoerd. Dat zijn het Turboverkeersplein Eurosilo op het knooppunt van de R4-Kennedylaan en de R4-Oost, en drie fietsbruggen over de R4, namelijk de Zandekenbrug, Hultjenbrug en de Fietsbrug Vijfhoekstraat.
In 2020-21 verkreeg het projectteam omgevingsvergunningen op basis van basisplannen voor het hele project, behalve voor de eerder geplande werken in Zelzate. Zone Zelzate zal daarom geen deel meer uitmaken van het project.
Er is op basis hiervan een aannemersconsortium aangeduid, BRAVO4. Dat past de basisplannen aan en vraagt tegen september 2022 nieuwe omgevingsvergunningen aan. Tijdens de bijhorende openbare onderzoeken wordt per zone een infomarkt georganiseerd. Toen was de start van de werken voorzien begin 2024.

#### Ombouw R4-West
De R4 West is tussen de E40 (Flanders Expo) en de A11 in het Ruimtelijk Structuurplan Vlaanderen geselecteerd als primaire weg type I. In het kader van de aanpassing van de weg aan deze functie, zal de weg omgebouwd worden. Hierbij zullen de vele kruispunten vervangen worden door een beperkter aantal (vier) ongelijkvloerse kruispunten: Rieme-Noord, het Ovaal van Wippelgem, aan de Langerbrugsestraat en aan de Zeeschipstraat – Evergemsesteenweg. De kruispunten met de Riemesteenweg, Hoogstraat, Drogenbroodstraat en de straat 'Elslo' zullen hierdoor verdwijnen.
Het deel van de R4 ten noorden van de A11 gaat als de Kanaalstraat dwars door Zelzate. Dit deel is dan ook niet geselecteerd als primaire of secundaire weg in de structuurplannen.

#### Ombouw R4-Oost
Het gedeelte tussen de E17 en de A11 werd geselecteerd als primaire weg type II, wat de nadruk legt op de ontsluitende functie voor de haven in plaats van een verbindende functie. Hiertoe zullen verschillende kruispunten heraangelegd worden.
Het deel tussen de Nederlandse grens en de A11 is het enige deel dat werd geselecteerd als primaire weg type I: de voornaamste functie van de weg is de verbinding tussen de A11 en de Tractaatweg in Nederland. Om dit te bewerkstelligen worden de kruispunten met de N423 en de Rijkswachtlaan ondertunneld zodat een vlot verkeer van de A11 naar Nederland mogelijk wordt.

### Aansluiting Tractaatweg Nederland
Het Vlaams gewest werkt aan een oplossing waarbij de Tractaatweg (Nederlandse N62) in Zelzate rechtstreeks aansluit op het noordelijke deel van de R4 Oost richting A11. Al het verkeer naar Gent zou via de R4 Oost, de A11 en de R4 West (Evergem) dienen te verlopen. Verkeer naar Brussel zou via de A11 en Antwerpen dienen te gaan. Om sluipverkeer via de Kanaalstraat in Zelzate naar de R4 West onmogelijk te maken wordt deze losgekoppeld van de verbinding Tractaatweg - R4 Oost. Ook zal de oprit Zelzate-Oost van de R4 Oost vanuit het noorden naar de A11 richting westen (A11 Brugge / R4w Evergem) heraangelegd worden.

### Siffertunnel
Er zijn verre toekomstplannen om de R4 in noordelijke richting veel dichter bij Gent te laten sluiten door de aanleg van de Sifferdoktunnel. Eerdere plannen voor een tunnel die de oostelijke en westelijke R4 verbindt bestonden in de jaren 90 (de zogenaamde Rodenhuizentunnel), maar die zijn nooit uitgevoerd.
Bij het project R4WO hoort niet de aanleg van de Siffertunnel, maar de knooppunten worden wel zo gebouwd dat een latere aanleg mogelijk blijft (geen dure tunnels in de grond bij het turboverkeersplein Eurosilo).

## Uitbouw fietspaden tot fietssnelweg F40
Sinds de aanleg van de R4-West en de R4-Oost (havendeel) liggen er fietspaden naast de R4: in het noordelijk deel als fietsstroken aanliggend aan de pechstrook, in het zuidelijk deel als tweerichtingsfietspaden, afgescheiden met berm en vangrail. Telkens kruisen de oorspronkelijke op- en afritten het fietspad.
Vanaf de jaren 2000 werd bij nieuwe aanleg gekozen voor een afzonderlijk tweerichtingsfietspad dat met fietstunnels onder de op- en afritten gaat. Dat was het geval bij het knooppunt aan The Loop/Flanders Expo en bij de R4 Zuid (2012). Ook werd langs de R4-West tussen Rieme/Zelzate en Evergem een afzonderlijk tweerichtingsfietspad uitgebouwd aan de westkant.
In het netwerk van Vlaamse fietssnelwegen werden deze R4 West en R4 Oost (haven) geselecteerd als fietssnelweg F40 (Grote Fietsring Gent). Deze visie betekent dat hier langs de R4 stelselmatig een afgescheiden doorgaand fietspad voor functioneel fietsverkeer zal uitgebouwd worden, zonder gelijkvloerse oversteek van drukke wegen zoals op- en afritten.
Als deel van het project R4WO is de bouw gepland van 25 kilometer fietsinfrastructuur, acht fietsbruggen en elf fietsonderdoorgangen.
Bij de aanleg van het snelwegdeel van de R4 Oost zijn nooit fietspaden aangelegd. De F40 zal hier een evenwijdig traject door Destelbergen en Oostakker volgen.